# اسون فلمن
اسون فلمن (انگلیسی: Sven Fahlman; ۱۱ ژوئیهٔ ۱۹۱۴ – ۲۳ ژوئن ۲۰۰۳) ورزشکار شمشیربازی اهل سوئد بود.
وی در مسابقات کشوری و بین‌المللی در مجموع برندهٔ ۳ مدال نقره، ۳ مدال برنز شده‌است.